# Orestes Júnior Alves
Orestes Júnior Alves (* 24. März 1981 in Lavras, Minas Gerais; genannt Orestes) ist ein ehemaliger brasilianischer Fußballspieler.

## Karriere
Orestes, der 2002 zur Olympiaauswahl Brasiliens zählte, kam über die brasilianischen Vereine FC São Paulo, AA Portuguesa (SP) und FC Santos im Jahr 2002 nach Europa und spielte in fünf Jahren bei fünf portugiesischen Vereinen in der Liga de Honra und der SuperLiga. In der Saison 2002/03 wurde Orestes in Diensten von Belenenses Lissabon zum besten Innenverteidiger der SuperLiga gewählt.
Zur Saison 2007/08 wechselte Orestes zum Hansa Rostock in die deutsche Bundesliga, wo er einen Zweijahresvertrag unterschrieb. Mit 2835 Spielminuten in 32 Partien war Orestes während der Saison, in der Rostock in die 2. Bundesliga abstieg, der Spieler mit der längsten Einsatzzeit. Nachdem Rostock in der Zweitliga-Spielzeit 2008/09, in welcher Orestes mit 26 Einsätzen erneut Stammspieler war, erst am letzten Spieltag den Abstieg in die 3. Liga vermeiden konnte, zog der Verein eine Option zur Vertragsverlängerung bis 2010. 2009/10 absolvierte Orestes bedingt durch Verletzungen und die Verpflichtung Tim Sebastians lediglich 15 weitere Einsätze für die Hanseaten, die am Saisonende den Abstieg in die 3. Liga hinnehmen mussten.
Orestes wechselte daraufhin zurück nach Portugal, wo er sich erneut Naval 1º de Maio anschloss. Nach einem Jahr wechselte er erneut. Diesmal zum iranischen Erstligisten Damash Gilan. Nach einer Saison wechselte er zum griechischen Verein Veria FC. 2014 unterzeichnete er einen Vertrag beim saudi-arabischen Verein al-Arabi (Katar). Von 2014 bis stand er beim Verein al-Shahania SC unter Vertrag. 2015 beendete er seine aktive Laufbahn beim al-Shoulla FC.